# Barasuara
Barasuara – indonezyjski zespół muzyczny z Dżakarty. Powstał w 2012 roku.
W skład zespołu wchodzą: Iga Massardi (wokal, gitara), TJ Kusuma (gitara), Gerald Situmorang (bas), Marco Steffiano (perkusja), Asteriska (wokal), Puti Chitara (wokal). W 2015 r. wydali swój pierwszy album pt. Taifun.
Singiel „Bahas Bahasa” (2015) przyniósł im w 2016 r. nagrodę AMI (Anugerah Musik Indonesia) w kategorii najlepsze alternatywne dzieło produkcyjne. W tym samym roku otrzymali też nominację w kategorii najlepszy debiutant. Dodatkowo zostali laureatami Rolling Stone Editors’ Choice Awards w kategorii Best Live Act.

## Dyskografia[1]
| Rok  | Album                  |
| ---- | ---------------------- |
| 2015 | Taifun                 |
| 2019 | Pikiran dan Perjalanan |
| 2019 | PQ-Race dan Perjalanan |